# Nad Tatrou sa blýska
Nad Tatrou sa blýska ist die Nationalhymne der Slowakei. Den Text schrieb Janko Matúška, die Musik ist vom Volkslied Kopala studienku abgeleitet. Die offizielle Übersetzung Ob der Tatra blitzt es stammt vom deutsch-böhmischen Dichter Wenzel Karl Ernst.

## Geschichte

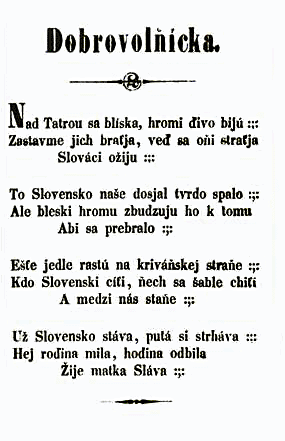
Gedruckte Version von Nad Tatrou sa blýska, 1851

Das Lied entstand 1844 während eines Protestzugs von Studenten des Evangelisch-theologischen Lyzeums von Bratislava (Pressburg) nach Levoča (Leutschau). Die Studenten demonstrierten gegen die Absetzung ihres Lehrers Ľudovít Štúr durch die ungarische Verwaltung im Dezember 1843. Der Verstext stammt von Janko Matúška und entstand 1844. Die Originalfassung von Janko Matúška ist nicht überliefert, sein Gefährte Viliam Pauliny-Tóth schrieb aber eine Version mit sechs Strophen unter dem Titel Prešporskí Slowáci, budoucí Lewočané (in damaliger Schreibweise, deutsch Pressburger Slowaken, zukünftige Leutschauer) in sein Notizbuch nieder. Für die Melodie wählte Matúška die des alten slowakischen Volksliedes Kopala studienku (Sie grub ein Brünnlein).
Zum ersten Mal wurde der Text des Lieds während der Revolution von 1848/1849 in Banská Bystrica (Neusohl) gedruckt. Die heute bekannte Fassung mit vier Strophen, die auch in der Slowakischen Nationalbibliothek aufbewahrt ist, erschien 1851 in Domová pokladnica als anonymes Werk unter dem Namen Dobrovoľnícka (frei übersetzt: das Freiwilligen-Lied).
1920 wurde die erste Strophe des Liedes Teil der tschechoslowakischen Hymne: Im Anschluss an die tschechische Hymne Kde domov můj wurde ohne Pause die slowakische gesungen. Dort wurde allerdings im dritten Vers Zastavme sa, bratia (Lasst uns aufhalten, Brüder) anstelle von Zastavme ich, bratia (Lasst uns sie aufhalten, Brüder) gesungen. Nach Auflösung der Tschechoslowakei 1993 wurde aus den ersten zwei Strophen von Nad Tatrou sa blýska die Hymne der unabhängigen Slowakei.

## Text und Übersetzungen
| originaler Text | wörtliche Übersetzung | literarische Übersetzung                                                                                                   |
| Nad Tatrou sa blýska hromy divo bijú. Zastavme ich, bratia, veď sa ony stratia, Slováci ožijú. To Slovensko naše posiaľ tvrdo spalo. Ale blesky hromu vzbudzujú ho k tomu, aby sa prebralo. | Über der Tatra blitzt es, Donner schlagen wild. Lasst sie aufhalten, Brüder, sie werden sich ja verlieren, Slowaken leben auf. Unsere Slowakei hat bisher fest geschlafen. Aber Donnerblitze erwecken sie dazu, damit sie erwacht. | Ob der Tatra blitzt es, dröhnt des Donners Krachen. Doch der Stürme Wehen, wird gar bald vergehen, Brüder, wir erwachen! - |

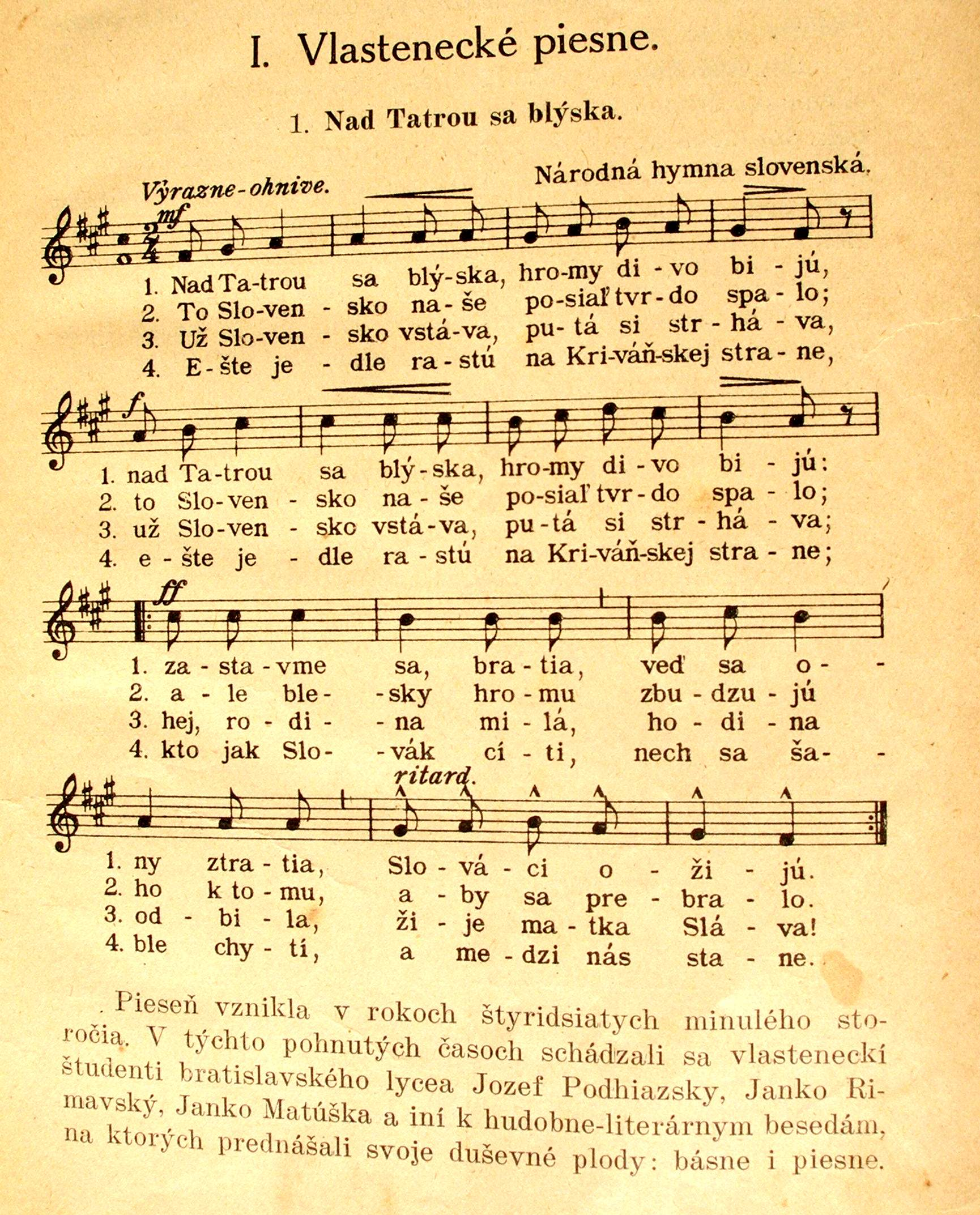
Version von Nad Tatrou sa blýska mit vier Strophen im Lehrbuch Slovenské kvety, 1923

Die darauffolgenden zwei Strophen sind nicht Bestandteil der Nationalhymne:
| originaler Text | wörtliche Übersetzung |
| Už Slovensko vstáva, putá si strháva. Hej rodina milá hodina odbila, žije matka Sláva! Ešte jedle rastú na krivánskej strane. Kto jak Slovák cíti, nech sa šable chytí, a medzi nás stane. | Schon steht die Slowakei auf, reißt sich die Fesseln nieder. Hey, liebe Familie die Stunde hat geschlagen, es lebe Mutter Sláva! Noch wachsen Tannen am Hang von Kriváň Wer als Slowake fühlt, der soll einen Säbel greifen und zwischen uns stehen. |